# Giovanni Mei
Giovanni Mei (Fano, 16 ottobre 1953) è un dirigente sportivo, allenatore di calcio ed ex calciatore italiano, di ruolo difensore.

## Carriera

### Giocatore
Difensore centrale, sovente utilizzato come terzino, cresce nel Fano, con cui esordisce in prima squadra in Serie D a 18 anni. Si mette in evidenza al punto da essere acquistato dal Bologna, con cui esordisce in Serie A. Tuttavia fatica a trovare spazio, venendo girato prima al Brindisi e poi al Modena.

Mei (accosciato, secondo da sinistra) nel Modena del 1975-1976

Nel 1976 passa all'Atalanta, con cui ottiene al primo tentativo (stagione 1976-1977) la promozione in A e disputa 4 campionati, due in A e due in B. Identico curriculum ottiene col Cesena, a cui viene ceduto nell'estate 1980. Nel 1984 passa infine alla Cremonese neopromossa in A, con cui ottiene le ultime 4 presenze in massima serie.
In carriera ha totalizzato complessivamente 109 presenze in Serie A e 197 presenze ed una rete in Serie B.

### Allenatore
Comincia la carriera da allenatore guidando la Vis Pesaro nel 1990 e successivamente il Suzzara nel 1991. Sale di categoria dove nelle stagioni 1992-1993 e 1993-1994 allena il Barletta e il Leffe. Nel 1995-1996 dirige il Baracca Lugo. Nel 1996-1997 subentra ad Angelo Busetta sulla panchina del Catania, da cui viene allontanato durante la stagione 1997-1998.
Nel 2000-2001 è sulla panchina della Sambenedettese promossa in Serie C2. L'anno successivo viene presto sostituito da Paolo Beruatto. Nel 2003 accetta l'offerta del Saipa, squadra del campionato iraniano. Nel 2006-2007 torna al Bologna come osservatore. Successivamente diventerà vice-allenatore del Bologna e del Parma entrando nello staff tecnico di Franco Colomba.
Il 17 dicembre 2012 diventa il vice-allenatore del Padova affiancando in panchina Franco Colomba. Il 20 marzo 2013 in seguito all'esonero di Franco Colomba viene sollevato dall'incarico. Il 22 luglio 2014 diventa vice-allenatore della squadra indiana del Pune City.
Dal 21 marzo al 16 aprile 2016 segue ancora Colomba nella sua brevissima parentesi al Livorno.
Nella stagione 2019-2020 assume il ruolo di responsabile dell'area tecnica del Fano.

## Palmarès

### Giocatore

#### Competizioni nazionali
- Coppa Italia: 1

Bologna: 1973-1974

### Allenatore

#### Competizioni nazionali
- Campionato italiano Serie D: 1

Sambenedettese: 2000-2001 (girone F)